# Ozzie Albies
Ozhaino Jurdy Jiandro "Ozzie" Albies (Willemstad, Curaçao, 7 januari 1997) is een Curaçaose tweede honkman die uitkomt voor de Atlanta Braves in de Major League Baseball (MLB).
Albies tekende in juli 2013 bij de Atlanta Braves en maakte zijn MLB-debuut bij het team in 2017. Tijdens zijn eerste volledige seizoen maakte Albies deel uit van het National League team voor de Major League Baseball All-Star Game van 2018. Ook in 2021 was dit het geval. In 2019 won hij de National League Silver Slugger Award als tweede honkman. In de winnende wedstrijd om de World Series 2021 tegen de Houston Astros in Houston liep hij 2 punten binnen. Middels deze 7-0 uitzege haalde de Atlanta Braves met 4-2 de titel voor het eerst sinds 1995 weer naar Atlanta.
Albies heeft nog een jongere broer (Zhhihir) en zus (Jeanalyn). Zijn vader (Osgarry) stierf in 2013 op 40-jarige leeftijd aan een hartaanval.